# Герман II (архієпископ Кельна)
Герман II (нім. Hermann II.; бл. 995 — 11 лютого 1056) — церковний та державний діяч Священної Римської імперії, 17-й архієпископ Кельна в 1036—1056 роках.

## Життєпис
Походив з роду Еццоненів. Старший син Еццо, пфальцграфа Лотарингії, та Матильди (доньки імператора Оттона II). Народився близько 995 року. Замолоду був призначений фогтом монастиря Святого Миколая в Браувайлері.
1033 року стає пробстом Кельнського собору. 1036 року обирається новим архієпископом Кельна. Невдовзі стає кардиналом. Отримав від імператора Конрада II суттєві привілеї для Кельнської єпархії та посаду архіканцлера Італії.
1037 року супроводжував Конарада II у поході до Італії, де повстав Аріберт, архієпископ Мілану, на підтримку Еда де Блуа, що боровся з імператором за королівство Бургундське. Після смерті Конрада II зберігав вірність його синові Генріхові III.
1040 року розпочато зведення церкви Св. Марії Капітолійської. На замовлення архієпископа було виготовлено хрест Германа і Іди (його сестри). Для підтвердження переваг над іншими архієпископами Німеччини Герман II вирішив розпочати великі будівельні роботи в Кельні, перетворивши місто на німецький Рим. Було заплановано розширення Старого Кельнського собору. У 1049 році він прийняв у Кельні папу римського Льва IX.
У 1051 році освятив Госларський собор. Того ж року хрестив спадкоємця трону Генріха. 1054 року коронував останнього королем Німеччини, зумівши обійти в цьому Луітпольда I, архієпископа Майнца. Тим самим було знову підтверджено виключне право архієпископа Кельна здійснювати церемонію коронації королів Німеччини.
1055 року підтримав молодого імператора і регентшу під час повстання Конрада фон Цютфена. Помер Герман II 1056 року в Кельні. Поховано в Старому Кельнському соборі.